# Ludvik Bagari
Ludvik Bagari, slovenski gledališki in filmski igralec ter pisatelj, * 5. september 1965, Murska Sobota.
Ludvik Bagari je igral v seriji Usodno vino, trenutno igra v Reki ljubezni. Pri založbi Zavod za proizvodnjo fikcije je leta 2009 izšla njegova knjiga Srceder - melodramatska pravljična grozljivka. Je tudi vokalist zadnje zasedbi skupine Na lepem prijazni.

## Filmografija
- Kavarna Astoria (1989), celovečerni igrani film
- Veter v mreži (1989), celovečerni igrani film
- Prostor po(gleda), študentski igrani film (1989)
- Sabajev (1992), študijski igrani film
- Ko zaprem oči (1993), celovečerni igrani film
- Carmen (1995), celovečerni igrani film
- Triptih Agate Schwarzkobler (1996), celovečerni igrani film
- Peter in Petra (1996), kratki igrani film
- Carpe diem (1997), kratki igrani film
- Pet majskih dni (1998), celovečerni igrani tv film
- Sine (1998), diplomski igrani film
- Križišče (1999), kratki igrani film
- Noč v hotelu (1999), študijski igrani film
- Vrvohodec (1999), študijski igrani film
- Svobodna.si. Odloči se. (2000), kratki igrani film
- Indus. mat (2000), kratki igrani iflm
- Naj ostane med nami (2000), tv igra
- Hot dog (2001), študijski igrani film
- Matura (2001), tv etuda
- Triangel (2001), tv etuda
- Pesnikov portret z dvojnikom (2003), celovečerni igrani film
- Ko naju več ne bo (2005), diplomski igrani film
- Odgrobadogroba (2005), celovečerni igrani film
- Mokuš (2006), celovečerni igrani film
- Realnost (2008), celovečerni igrani film
- Traktor, ljubezen in rock'n'roll (2011), celovečerni igrani film
- Kruha in iger (2011), celovečerni igrani film
- Družinica (2017), igrani celovečerni film

## Producent
- Norega se metek ogne (2005)